# David Donato
David Donato (n. 1964) foi um cantor de heavy metal dos Estados Unidos. Sua primeira aparição foi na banda Black Sabbath, que substituiu Ian Gillan em 1984. Mais tarde, ele forma, junto com o Mark St. John, a banda de glam metal White Tiger, onde conseguiu lançar o álbum homônomo (único da banda).

## Discografia

### Com o White Tiger
- White Tiger (1986)